# Aldo Maria Valli
Aldo Maria Valli (Rho, 3 febbraio 1958) è un giornalista e saggista italiano.

## Biografia
Da sempre appassionato di giornalismo, fin dai tempi del liceo classico fa il correttore di bozze e scrive articoli per testate varie. Laureato in Scienze politiche all'Università Cattolica del Sacro Cuore di Milano con una tesi in Teoria e tecnica dell'informazione (relatore il professor Angelo Narducci), nel 1978 diventa pubblicista e nel 1986 giornalista professionista. Dal 1980 al 1984 è redattore della casa editrice dell'Opus Dei Ares e del mensile Studi cattolici diretto da Cesare Cavalleri, anch'esso di orientamento fortemente conservatore. Dal 1984 al 1988 lavora nella redazione di Avvenire, dove diventa caposervizio. Dal 1988 al 1995 è alla Rai di Milano, prima come cronista, poi come caposervizio, conduttore del GR e del TG regionali, redattore esperto di religione (specialmente seguendo l'attività del cardinale Carlo Maria Martini) e vicecaporedattore dell'edizione milanese del TG3 nazionale.
Dall'aprile 1995 è a Roma, al TG3 nazionale, prima come cronista, poi dal 1996 come vaticanista. Ha seguito papa Giovanni Paolo II in circa quaranta viaggi internazionali e ne ha raccontato l'agonia (aprile 2005) in lunghe edizioni speciali. Al TG3 diventa capo della redazione esteri, poi nel luglio 2007 passa al TG1 come vaticanista. Per Speciale TG1 ha realizzato Il mistero padre Pio (28 ottobre 2007), Il miracolo Lourdes (27 gennaio 2008), Opus Dei (28 settembre 2008), Una scommessa chiamata Concilio (15 febbraio 2009), Rivoluzione Francesco (9 marzo 2014). 
Dal luglio 2019 passa a Rai Sport, con l'incarico di caporedattore al Coordinamento, fino al pensionamento avvenuto a gennaio 2020.
Cura il blog Duc in altum. A partire dal 2016, dopo la lettura dell'esortazione apostolica Amoris laetitia, nel suo blog e nei suoi libri inizia a criticare apertamente le ambiguità del magistero di papa Francesco. Dando seguito ad una riflessione personale sulla crisi della Chiesa cattolica, ospita nel proprio blog diverse voci provenienti dal tradizionalismo cattolico.
Collabora con la rivista Studi cattolici. Ha scritto libri che si occupano di religione, famiglia, mass media. Tra le sue pubblicazioni, Il mio Karol (Paoline), Storia di un uomo. Ritratto di Carlo Maria Martini (Àncora), Piccolo mondo vaticano. La vita quotidiana nella città del Papa (Laterza), Milano nell'anima. Viaggio nella Chiesa ambrosiana (Laterza), Benedetto XVI. Il pontificato interrotto (Mondadori), Il forziere dei papi. Storia, volti e misteri dello Ior (Àncora), Noi del Cinquantotto. Breve manuale di storia recente a uso di figli e nipoti (Àncora), 266. Jorge Mario Bergoglio. Franciscus P.P. (Liberilibri), Come la Chiesa finì (Liberilibri), Il caso Viganò (Fede & Cultura), L'ultima battaglia (Fede & Cultura).

## Opere
- La verità di carta, Ares, 1986
- Formato famiglia, con Serena Cammelli, Ares, 1994
- A noi la linea, Ares, 1995
- In cielo e in terra. Un papà, i suoi figli e il Padre nostro, Centro Ambrosiano, 1998 (edizione spagnola Papà, come es Dios?, Paulinas, 2000; edizione per l'America Latina Transmitir la fe en familia, San Pablo, 2003)
- Affetti speciali. Cronache di un papà in cerca di perché, Ares, 1998
- Per le vie del mondo. Quattordici viaggi di Giovanni Paolo II, Centro Ambrosiano, 2001 (edizione francese Jean-Paul II par les chemins du monde, Saint-Paul, 2002)
- La palla è rotonda. Lettere da bordo campo a un figlio adolescente, Fondazione Monti, 2002
- I giorni della colomba. Viaggio nella pace possibile, con Francesco Anfossi, San Paolo, 2003
- Favole a merenda. Piccole storie sulla felicità, Effatà, 2003
- Dio non vuole la guerra in Iraq. Intervista con Slamon Warduni vescovo di Baghdad, con Riccardo Caniato, Medusa, 2003
- Nudi e crudi. Corso di sopravvivenza per famiglie nell'era del consumismo, Manni, 2004
- Gli occhi dell'altro. Il dovere del dialogo ricordando Giovanni Paolo II, prefazione di padre Giulio Albanese, Paoline, 2006
- La porta accanto. Diario di viaggio nella Turchia di Bartolomeo I e del piccolo gregge cristiano, prefazione di Andrea Riccardi, Paoline, 2006
- Il mio Karol. Così ho raccontato Giovanni Paolo II, così lui ha parlato a me, prefazione di Gianni Riotta, Paoline, 2008 (edizione polacca Iskra nadziei, Paulistki, 2011, edizione spagnola Mi querido Juan Pablo II. Vida, pontificado y viajes, Paulinas, 2010)
- Difendere il Concilio, con Luigi Bettazzi, San Paolo, 2008
- La tradizione tradita. La Chiesa, gli ebrei e il negazionismo, con Rodolfo Lorenzoni, Paoline, 2009
- Voi mi sarete testimoni. L'arcivescovo Dionigi Tettamanzi a Milano, Rizzoli, 2009
- La verità del Papa. Perché lo attaccano, perché va ascoltato, Lindau, 2010 (edizione polacca Papież w wizjerze, Wydawnictwo sw. Stanisława BM, 2011; edizione spagnola La verdad del Papa, San Pablo, 2011)
- Ribelle per amore. Intervista ad Hans Küng, La Meridiana, 2010
- Scritti cattolici. Appunti di un cronista cristiano, Edizioni Messaggero, 2010
- Storia di un uomo. Ritratto di Carlo Maria Martini, prefazione di Ferruccio de Bortoli, Àncora Libri, 2011 (edizione francese L'histoire d'un homme, Saint Augustin, 2012; edizione spagnola Historia de un hombre. Retrato de Carlo Maria Martini, San Pablo, 2013)
- Gesù mi ha detto. Madre Speranza, testimone dell'amore misericordioso, Àncora Libri, 2012 (edizione spagnola Jesus me ha dicho. Madre Esperanza, testigo del Amor Misericordioso, Mercy Press, 2014; edizione polacca Matka Speranza, świadek Miłości, Agape 2014)
- Piccolo mondo vaticano. La vita quotidiana nella città del Papa, Laterza, 2012. ISBN 9788842098362 (edizione francese Le petit monde du Vatican. Dans les coulisses de la cité du Pape, Editions Tallandier, 2013; edizione tedesca Die kleine Welt des Vatikan, Klett-Cotta, 2014)
- La casa sulla roccia. Cronache da una famiglia, prefazione del cardinale Ennio Antonelli, Ares, 2012
- Oltre le mura del tempio. Cristiani tra obbedienza e profezia, con padre Bartolomeo Sorge, Paoline, 2012
- Dai tetti in su, dai tetti in giù. Come e perché la famiglia cristiana può salvare il mondo, prefazione del cardinale Dionigi Tettamanzi, Edizioni Messaggero, 2012
- La ragazza che cercava Dio. Vita di Maria Elisabetta Hesselblad, Àncora Libri, 2012 (nuova edizione aggiornata La ragazza che cercava Dio. Santa Maria Elisabetta Hesselblad, Àncora Libri, 2016; edizione inglese A Girl in Search of God. Saint Maria Elizabeth Hesselblad, Àncora Libri, 2016)
- Diario di un addio. La morte del cardinale Carlo Maria Martini, Àncora Libri, 2012
- Via Crucis della famiglia, con Serena Cammelli, Ancora Libri, 2012
- Storia di un uomo. Ritratto di Carlo Maria Martini (seconda edizione), Àncora Libri, 2013 (edizione spagnola Historia de un hombre. Retrato de Carlo Maria Martini, San Pablo, 2015)
- Il Vangelo secondo gli italiani. Fede, potere, sesso. Quello che diciamo di credere e quello che invece crediamo, con Francesco Anfossi, San Paolo, 2013
- Milano nell'anima. Viaggio nella Chiesa ambrosiana, Laterza, 2013
- Benedetto XVI. Il pontificato interrotto, Mondadori, 2013
- Il forziere dei papi. Storia, volti e misteri dello Ior, Àncora Libri, 2013
- Le sorprese di Dio. I giorni della rivoluzione di Francesco, prefazione di Enzo Bianchi, Àncora Libri, 2013 (edizione polacca Boże niespodzianki. Dni rewolucji papieża Franciszka, Jedność 2016)
- Il bambino che portava acqua. Una vita a servizio della Parola, intervista a padre Raniero Cantalamessa, Àncora Libri, 2014 (edizione francese Ma vie au service de la Parole, EdB 2015; edizione inglese Serving the Word. My Life, Servant Publications, 2015; edizione ceca Můj Život ve službě slova, Karmelitánské Nakladatelství, 2015; edizione spagnola El niño que llevaba el agua, Monte Carmelo, 2015)
- Il Vangelo secondo gli italiani. I cattolici di Grillo, la fede di Renzi, la vera storia dello Ior e molto altro ancora, con Francesco Anfossi, San Paolo, 2014
- Con Francesco a Santa Marta. Viaggio nella casa del Papa, Àncora Libri, 2014
- In famiglia con papa Francesco, Àncora Libri, 2014
- Viva il Papa? La Chiesa, la fede, i cattolici. Un dialogo a viso aperto, con Rodolfo Lorenzoni, Cantagalli, 2014
- L'alfabeto di papa Francesco. Parole e gesti di un pontificato, Àncora Libri, 2015 (edizione messicana El alfabeto del Papa Francisco. Palabras y gestos de un pontificado, Buena Prensa, 2016
- Chiesa ascoltaci! Gli "irregolari" credenti si rivolgono al sinodo, Àncora Libri, 2015
- Avete un compito grande. I nonni secondo papa Francesco, Àncora Libri, 2015
- Il diavolo in piazza San Pietro e altri racconti, Àncora Libri, 2015
- Fino ai confini della terra. Zbigniew Stralkowski e Michal Tomaszek martiri francescani in Perù, Edizioni Messaggero Padova, 2015
- C'era una volta la confessione. Inchiesta su un sacramento in crisi, Àncora Libri, 2016
- Noi del Cinquantotto. Breve manuale di storia recente a uso di figli e nipoti, Àncora Libri, 2016
- L'inventiva dell'amore. San Lodovico Pavoni, Àncora Libri, 2016 (edizione spagnola La creatividad del amor, Àncora Libri, 2016)
- 266. Jorge Mario Bergoglio Franciscus P.P., Liberilibri, 2016
- Le nuove beatitudini in famiglia, Elledici, 2016
- Come la Chiesa finì, Liberilibri, 2017
- Uno sguardo nella notte. Ripensando Benedetto XVI, Chorabooks, 2018
- Il caso Viganò. Il dossier che ha svelato il più grande scandalo all'interno della Chiesa, Fede & Cultura, 2018
- Sradicati. Dialoghi sulla Chiesa liquida (con Aurelio Porfiri), Chorabooks, 2019 (edizione inglese Uprooted. Dialogues on the Liquid Church, Chorabooks, 2019)
- Claustrofobia. La vita contemplativa e le sue (d)istruzioni, Chorabooks, 2019
- L'ultima battaglia, Fede & Cultura, 2019
- Non abbandonarci alla tentazione? Riflessioni sulla nuova traduzione del “Padre nostro”, Chorabooks, 2020
- Postfazione a Parole chiare sulla Chiesa. Perché c’è una crisi, dove nasce e come uscirne, a cura di don Daniele Di Sorco, Edizioni Radio Spada, 2023
- Postfazione a Golpe nella Chiesa. Documenti e cronache sulla sovversione: dalle prime macchinazioni al Papato di transizione, dal Gruppo del Reno fino al presente, di don Andrea Mancinella, Edizioni Radio Spada, 2023.